# Euripedes Constantino Miguel

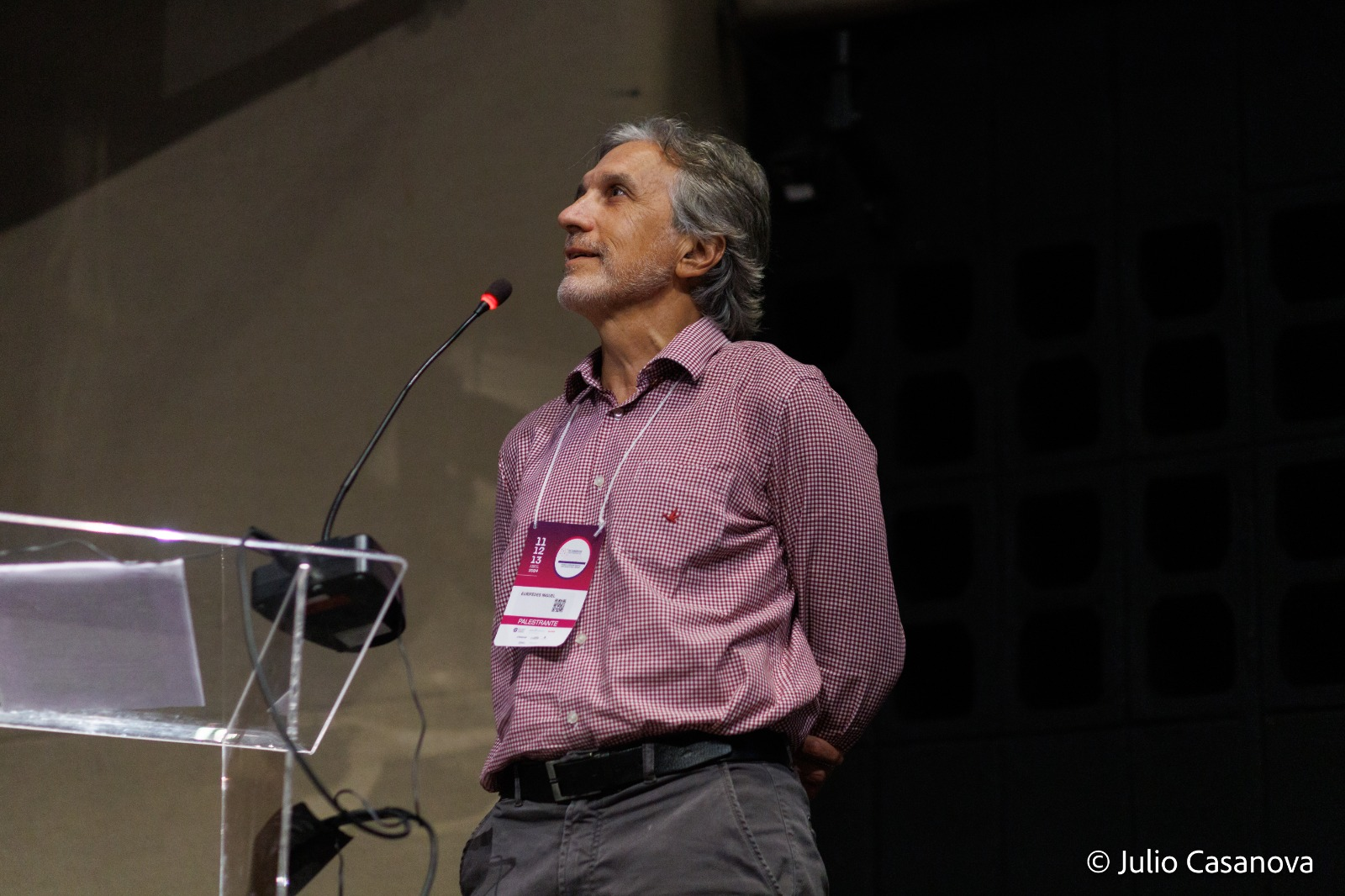
Photo by Julio Casanova

Euripedes Constantino Miguel Filho (São Paulo, 14 de junho de 1959) é um psiquiatra, pesquisador, consultor e professor brasileiro. Considerado um dos psiquiatras mais influentes da atualidade. É formado pela Faculdade de Medicina da Universidade de São Paulo (FMUSP). Atualmente, é professor titular e chefe do Departamento de Psiquiatria da FMUSP e professor associado adjunto da Faculdade de Medicina da Universidade de Yale. Entre 2009 e 2019, foi professor associado adjunto no Departamento de Psiquiatria da Universidade Duke (Durham, EUA) e, de 2009 a 2014, consultor em pesquisa do Massachusetts General Hospital da Faculdade de Medicina da Universidade Harvard.
Como pesquisador, tem mais de 500 artigos indexados nas principais bases de dados internacionais, citados por mais de 22.000 vezes, conferindo um índice h de 80 (Google Scholar) (MyResearcherID). Além disso, editou 22 livros.  
É pesquisador da Fundação de Amparo à Pesquisa do Estado de São Paulo (Fapesp) e bolsista de produtividade em pesquisa nível 1A do Conselho Nacional de Desenvolvimento Científico e Tecnológico (CNPq) e coordena o Instituto Nacional de Ciência e Tecnologia de Psiquiatria do Desenvolvimento para Crianças e Adolescentes (INCT/INPD) e o Centro de Pesquisa e Inovação em Saúde Mental (CISM). 

## Formação acadêmica

### Graduação e Residência Médica (1977-1985)
Após concluir sua formação pré-universitária no Colégio São Luís, Miguel ingressou na Faculdade de Medicina da Universidade de São Paulo, em 1977. Participou de diversas atividades acadêmicas durante sua formação. Em 1979, foi presidente da Associação Atlética Acadêmica Oswaldo Cruz - veja vídeo de realizações - e participou de atividades oferecidas pelo Centro Acadêmico Oswaldo Cruz. 
Após o término da graduação, ingressou na Residência Médica em Psiquiatria Geral no Instituto de Psiquiatria do Hospital das Clínicas da FMUSP, no qual foi responsável pela organização de reuniões gerais, além de ter realizado estágio em neurologia e especialização em consultoria psiquiátrica. Ao final da residência, tornou-se preceptor, liderando atividades envolvendo alunos de graduação e residentes sob supervisão do Professor Paulo Vaz de Arruda.  

### Doutoramento (1986-1992)
Com uma tese sobre alterações psicopatológicas em pacientes diagnosticados com lúpus eritematoso sistêmico, Miguel obteve o título de doutor, sob a orientação do Professor Valentim Gentil Filho.

### Pós-Doutorado (1992-1994)
Miguel realizou estágio de pós-doutorado no Massachusetts General Hospital da Faculdade de Medicina da Universidade de Harvard, tendo como principal supervisor o Professor Michael Jenike.

### Especialização em Transtornos do Espectro Obsessivo-Compulsivo (desde 1994)
Em 1994, foi um dos fundadores do Projeto de Transtornos do Espectro Obsessivo-Compulsivo (PROTOC), grupo que participa até os dias de hoje. Com os membros deste grupo, coordenou três projetos temáticos da Fundação de Amparo à Pesquisa do Estado de São Paulo (Fapesp) e foi pesquisador principal de um projeto do Instituto Nacional de Pesquisa Americano (NIH) tendo como foco pesquisas sobre a assinatura neurobiológica do TOC. Desde 2023, é pesquisador principal de um projeto do Instituto Nacional de Pesquisa em Saúde Mental Americano (NIMH) focado na assinatura genética do TOC em uma amostra diversa de 5 mil pacientes na América Latina. Desde 2004, coordena o Consórcio Brasileiro de Pesquisa dos Transtornos do Espectro Obsessivo-Compulsivo (C-TOC).

### Livre Docência (2003)
Em 2003, defendeu tese de livre-docência sobre Transtornos do Espectro Obsessivo-Compulsivo.

## Principais atividades como pesquisador

### Linhas de pesquisa
Desde 1992, Miguel atua como pesquisador estudando diversos temas relacionados ao Transtorno Obsessivo-Compulsivo (TOC), incluindo comorbidades, potencialização dos medicamentos utilizados no tratamento, caracterização clínica, marcadores biológicos e circuitos neuronais envolvidos no Transtorno Obsessivo-Compulsivo
. 
Mais recentemente, tornou-se o responsável pela disciplina de Psiquiatria da Infância e Adolescência no Departamento de Psiquiatria da Faculdade de Medicina da USP, com o objetivo de desenvolver esta área no país. Neste sentido, suas pesquisas buscam identificar indivíduos em risco de desenvolver transtornos mentais e investigar intervenções para preveni-los, utilizando o referencial da psiquiatria do desenvolvimento.

### INCT/INPD
Miguel coordena o Instituto Nacional de Ciência e Tecnologia de Psiquiatria do Desenvolvimento para Crianças e Adolescentes (INCT/INPD). Criado em 2008, o INPD nasceu com a proposta de uma mudança de paradigma na pesquisa em psiquiatria que era até então focada em tratar indivíduos que já estão doentes. De forma inovadora, os projetos do INPD se voltaram para a busca de metodologias para identificar indivíduos em risco para desenvolver transtornos mentais, testar intervenções para preveni-los (centradas em fatores de risco) e outras para promover saúde mental (centradas em fatores protetores), O INPD só foi possível graças a recursos fornecidos pelas grandes agências de fomento nacionais, o CNPq e a Fapesp.

### CISM
Atualmente, Miguel coordena o Centro de Pesquisa e Inovação em Saúde Mental (CISM), lançado em 2023 para manter o legado e dar continuidade ao INPD e com o propósito de avançar e disseminar o conhecimento sobre saúde mental. Além de continuar investigando os fatores genéticos e ambientais que precipitam os transtornos mentais em crianças e adolescentes, o projeto de pesquisa implementa novas e mais eficazes intervenções na prática clínica, por meio da transferência de tecnologia para a sociedade, e incentiva o empreendedorismo social ao possibilitar o desenvolvimento de soluções digitais inovadoras.
Sob coordenação geral de Miguel, diversos projetos estão em andamento e sendo criados no CISM para transformar os resultados alcançados nas pesquisas em modelos que podem ser empregados por agências governamentais ou diferentes segmentos da sociedade, gerando impacto. 
Entre os projetos está o programa "Primeiros Laços", que promove visitas domiciliares de enfermeiras a adolescentes e jovens gestantes vulneráveis, visando a promoção do desenvolvimento infantil e o fortalecimento dos laços afetivos entre mãe e bebê desde a gestação até os 2 anos de idade da criança. Em 2018, o projeto foi vencedor do Prêmio Abril/DASA de Medicina Social.
O CISM gerencia, ainda, o projeto "Conexão Mentes do Futuro", que realiza um estudo de coorte de alto risco para transtornos mentais, acompanhando 2.500 crianças e jovens em escolas em São Paulo e Porto Alegre. O estudo de longa duração criou um banco de dados com centenas de milhares de variáveis e proporcionará insights mais profundos e até então inalcançáveis sobre as origens dos transtornos mentais.
Em parceria com o Instituto Ame Sua Mente, outro projeto em andamento no CISM é o "Saúde Mental na Escola", que tem como objetivo promover treinamento em saúde mental de professores, por meio de estratégias de educação a distância, e melhorar o bem-estar no ambiente escolar. 
Em 2023, por meio do CISM, foi lançado o "Grand Open Innovation Challenge - GOIC", um programa de talentos em ciências e inovação que estimula a proposta de soluções tecnológicas para atender às maiores demandas de saúde mental de jovens de 14 a 24 anos.
Entre outros projetos, o centro de pesquisa ainda está desenvolvendo soluções digitais para intervenções mais amplas na área da saúde mental, como o Conemo, aplicativo de psicoterapias digitais de baixa intensidade para transtornos mentais comuns, como depressão, ansiedade e insônia; o Tratamento Remoto com Incentivos à Sobriedade (TRIS) para o tratamento do transtorno por uso de álcool; Exergame VR para adolescentes com Transtorno de Déficit de Atenção/Hiperatividade (TDAH); e o Motherly para a saúde mental materna.
Com todos estes projetos, o CISM representa na atualidade o maior projeto de saúde mental no país, envolvendo recursos da ordem de 40 milhões de reais advindos de fontes públicas (Fapesp) e privadas (Banco Industrial do Brasil - BIB). Ele envolve universidades públicas (Universidade de São Paulo - USP; Universidade Federal de São Paulo - Unifesp; Universidade Federal do Rio Grande do Sul - UFRGS; e Universidade Estadual de Campinas - Unicamp) e privadas (UniMAX - Centro Universitário Max Planck - e UniFAJ – Centro Universitário de Jaguariúna), além das Prefeituras de Indaiatuba e Jaguariúna. 

### Colaboração com pesquisadores estrangeiros
Miguel possui uma vasta história de colaboração com pesquisadores internacionais, entre os quais estão David Pauls, Michael Jenike, Scott Rauch e Darin Dougherty, da Universidade Harvard (EUA), e James Leckman, da Universidade Yale (EUA).

## Cargo de Professor Titular e Chefe de Departamento de Psiquiatria da FMUSP
Em 2009, Miguel assumiu simultaneamente os cargos de Professor Titular e de Chefe do Departamento de Psiquiatria da Faculdade de Medicina da Universidade de São Paulo. Em 2024, foi eleito pela quinta vez para ocupar esta posição de chefia até 2026.

## Premiações
Em 2012, Miguel recebeu o 54º Prêmio Jabuti pelo livro “Clínica Psiquiátrica - A Visão do Departamento e do Instituto de Psiquiatra do HCFMUSP” .
Em 2018, o projeto "Primeiros Laços", uma das pesquisas sobre intervenção na primeira infância do INPD/CISM foi vencedor do Prêmio Abril/DASA de Medicina Social.

## Entrevistas publicadas em veículos internacionais
Em 2024, Miguel concedeu uma entrevista à revista americana "Brain Medicine", da plataforma Genomic Press. A matéria, intitulada "Risk factors for obsessive-compulsive and other mental health disorders and their treatment and public policy implications" ("Fatores de risco para transtorno obsessivo-compulsivo e outras doenças mentais e seu tratamento e implicações para políticas públicas" - em tradução para o português), aborda a paixão de Miguel pela ciência e pesquisa, sua trajetória acadêmica e profissional, papel de liderança na área, além de aspectos de sua vida pessoal e familiar. 
Um resumo em português está disponível no portal da American Association for the Advancement of Science (AAAS).  

## Entrevistas publicadas em veículos nacionais
Em 2025, Miguel concedeu uma entrevista à revista brasileira "Piauí". A matéria, intitulada "Miliamperes no cérebro”, aborda o trabalho de neurocirurgia de transtornos mentais psiquiátrica que, de maneira pioneira no Brasil, é realizado no Instituto de Psiquiatria (IPq), por meio do Programa Transtornos do Espectro Obsessivo-Compulsivo (Protoc), do qual é membro-fundador. 

## Principais publicações

### Livros
TORRES AR, SHAVITT RG, MIGUELEC. Medos, dúvidas e manias: orientações para pessoas com transtorno obsessivo-compulsivo e seus familiares. Porto Alegre : Artmed, 2013.
HOUNIE AG, MIGUEL EC. Tiques, cacoetes, Sindrome de Tourette. Um Manual para Pacientes, seus familiares, educadores e profissionais de saúde (2ª edição). ,Porto Alegre : Artmed, 2012. 
MIGUEL EC, GENTIL FILHO V, GATTAZ W F. Clinica Psiquiátrica (2 volumes). Barueri, SP : Manole, 2011.
OLIVEIRA IR, ROSÁRIO MC, MIGUEL EC. Princípios e Prática em Transtorno Obsessivo- Compulsivo. Rio de Janeiro : Guanabara Koogan, 2007
LAFER B, ALMEIDA OP, FRÁGUAS JR, R,MIGUEL EC. Depressão no ciclo da vida. PortoAlegre: Artes Médicas Sul; 2000.
MIGUEL EC, RAUCH S, LECKMAN J.Neuropsychiatry of Basal Ganglia. PsychiatricClinics of North America. Philadelphia: WB Saunders;20 (4); 1997.

### Artigos
Lopes AC, Greenberg BD,  Canteras MM, Batistuzzo MC,  Hoexter MQ,  Gentil AF,  Pereira CAB, Sampaio LANPC, Leite CC, Shavitt RG, Diniz JB,  Busatto G, Norén G,  Rasmussen SA,  Miguel MC. Gamma ventral capsulotomy for obsessive-compulsive disorder: a double-blind, randomized controlled trial. JAMA Psychiatry in Press. 
Gentil AF, Lopes AC, Dougherty DD, Rück C, Mataix-Cols D, Lukacs TL, Canteras MM, Eskandar EN, Larsson KJ, Hoexter MQ, Batistuzzo MC, Greenberg BD, Miguel EC. Hoarding symptoms and prediction of poor response to limbic system surgery for treatment-refractory obsessive-compulsive disorder. J Neurosurg. 2014 Jul;121(1):123-30. doi: 10.3171/2014.2.JNS131423. Epub 2014 Apr 4. 
de Mathis MA, Diniz JB, Hounie AG, Shavitt RG, Fossaluza V, Ferrão Y, Leckman JF, de Bragança Pereira C, do Rosario MC, Miguel EC. Trajectory in obsessive-compulsive disorder comorbidities. Eur Neuropsychopharmacol. 2013 Jul;23(7):594-601 
Hoexter MQ, Dougherty DD, Shavitt RG, D'Alcante CC, Duran FL, Lopes AC, Diniz JB, Batistuzzo MC, Evans KC, Bressan RA, Busatto GF, Miguel EC. Differential prefrontal gray matter correlates of treatment response to fluoxetine or cognitive-behavioral therapy in obsessive-compulsive disorder.Eur Neuropsychopharmacol. 2013 Jul;23(7):569-80 
Torres AR, Ramos-Cerqueira AT, Ferrão YA, Fontenelle LF, do Rosário MC, Miguel EC. Suicidality in obsessive-compulsive disorder: prevalence and relation to symptom dimensions and comorbid conditions.  J Clin Psychiatry. 2011 Jan;72(1):17-26; quiz 119-20 
Diniz JB, Shavitt RG, Fossaluza V, Koran L, Pereira CA, Miguel EC. A double-blind, randomized, controlled trial of fluoxetine plus quetiapine or clomipramine versus fluoxetine plus placebo for obsessive-compulsive disorder. J Clin Psychopharmacol. 2011 Dec;31(6):763-8 
Miguel EC, Ferrão YA, Rosário MC, Mathis MA, Torres AR, Fontenelle LF, Hounie AG, Shavitt RG, Cordioli AV, Gonzalez CH, Petribú K, Diniz JB, Malavazzi DM, Torresan RC, Raffin AL, Meyer E, Braga DT, Borcato S, Valério C, Gropo LN, Prado Hda S, Perin EA, Santos SI, Copque H, Borges MC, Lopes AP, Silva ED; Brazilian Research Consortium on Obsessive-Compulsive Spectrum Disorders. The Brazilian Research Consortium on Obsessive-Compulsive Spectrum Disorders: recruitment, assessment instruments, methods for the development of multicenter collaborative studies and preliminary results. Rev Bras Psiquiatr. 2008 Sep;30(3):185-96. 
Hounie AG, Pauls DL, do Rosario-Campos MC, Mercadante MT, Diniz JB, De Mathis MA, De Mathis ME, Chacon P, Shavitt RG, Curi M, Guilherme L, Miguel EC.  Obsessive-compulsive spectrum disorders and rheumatic fever: a family study. Biol Psychiatry. 2007 Feb 1;61(3):266-72. 
Ferrão YA, Shavitt RG, Bedin NR, de Mathis ME, Carlos Lopes A, Fontenelle LF, Torres AR, Miguel EC. Clinical features associated to refractory obsessive-compulsive disorder. J Affect Disord. 2006 Aug;94(1-3):199-209 
Rosario-Campos MC, Miguel EC, Quatrano S, et al. The Dimensional Yale-Brown Obsessive-Compulsive Scale (DY-BOCS): an instrument for assessing obsessive-compulsive symptom dimensions. Mol Psychiatry. 2006 May;11(5):495-504 
Miguel EC, Leckman JF, Rauch S, et al. Obsessive-compulsive disorder phenotypes: implications for genetic studies.Mol Psychiatry. 2005 Mar;10(3):258-75. 
do Rosario-Campos MC, Leckman JF, Curi M, Quatrano S, Katsovitch L, Miguel EC, Pauls DL. A family study of early-onset obsessive-compulsive disorder.Am J Med Genet B Neuropsychiatr Genet. 2005 
Maia AF, Pinto AS, Barbosa ER, Menezes PR, Miguel EC. Obsessive-compulsive symptoms, obsessive-compulsive disorder, and related disorders in Parkinson's disease.J Neuropsychiatry Clin Neurosci. 2003; 15(3):371-4. 
Miguel EC, Shavitt RG, Ferrão YA, et al. How to treat OCD in patients with Tourette syndrome J Psychosom Res. 2003 Jul;55(1):49-57 
Rosario-Campos MC, Leckman JF, Mercadante MT, Shavitt RG, Prado HS, Sada P, Zamignani D, Miguel EC. Adults with early-onset obsessive-compulsive disorder. Am J Psychiatry. 2001 Nov;158(11):1899-903 
Miguel EC, do Rosário-Campos MC, Prado HS, et al. Sensory phenomena in obsessive-compulsive disorder and Tourette's disorder.J Clin Psychiatry. 2000 Feb;61(2):150-6; quiz 157. 
Mercadante MT, Busatto GF, Lombroso PJ, Prado L, Rosário-Campos MC, do Valle R, Marques-Dias MJ, Kiss MH, Leckman JF, Miguel EC. The psychiatric symptoms of rheumatic fever. Am J Psychiatry. 2000 Dec;157(12):2036-8. 
Miguel EC, Baer L, Coffey BJ, et al. Phenomenological differences appearing with repetitive behaviours in obsessive-compulsive disorder and Gilles de la Tourette's syndrome.  Br J Psychiatry. 1997 Feb;170:140-5 
Rauch SL, Savage CR, Alpert NM, Miguel EC, Baer L, Breiter HC, Fischman AJ, Manzo PA, Moretti C, Jenike MA. A positron emission tomographic study of simple phobic symptom provocation.Arch Gen Psychiatry. 1995 Jan;52(1):20-8 
Miguel EC, Pereira RM, Pereira CA, Baer L, et al. Psychiatric manifestations of systemic lupus erythematosus: clinical features, symptoms, and signs of central nervous system activity in 43 patients. Medicine (Baltimore). 1994 Jul;73(4):224-32 